# Owen (Niemcy)
Owen – miasto w Niemczech, w kraju związkowym Badenia-Wirtembergia, w rejencji Stuttgart, w regionie Stuttgart, w powiecie Esslingen, wchodzi w skład związku gmin Lenningen. Leży nad rzeką Lauter, ok. 20 km na południowy wschód od Esslingen am Neckar, przy drodze krajowej B465.